# Stefan Tyzenhauz
Stefan Tyzenhauz herbu Bawół (zm. 28 lutego 1708) – wojewoda nowogródzki od 1689, kuchmistrz wielki litewski i podstoli wielki litewski od 1687, starosta kuliski.
Poseł sejmiku województwa inflanckiego na sejm konwokacyjny 1696 roku. Był członkiem konfederacji olkienickiej w 1700 roku.